# Paavo Ruotsalainen
Påhl Henrik « Paavo » Ruotsalainen (9 juillet 1777 - 27 janvier 1852) est un fermier et un prédicateur laïc finlandais qui devient le chef de file du mouvement de réveil qui commence à la fin du XVIIIe siècle en Finlande. 

## Biographie

### Jeunesse et formation de ses idées religieuses

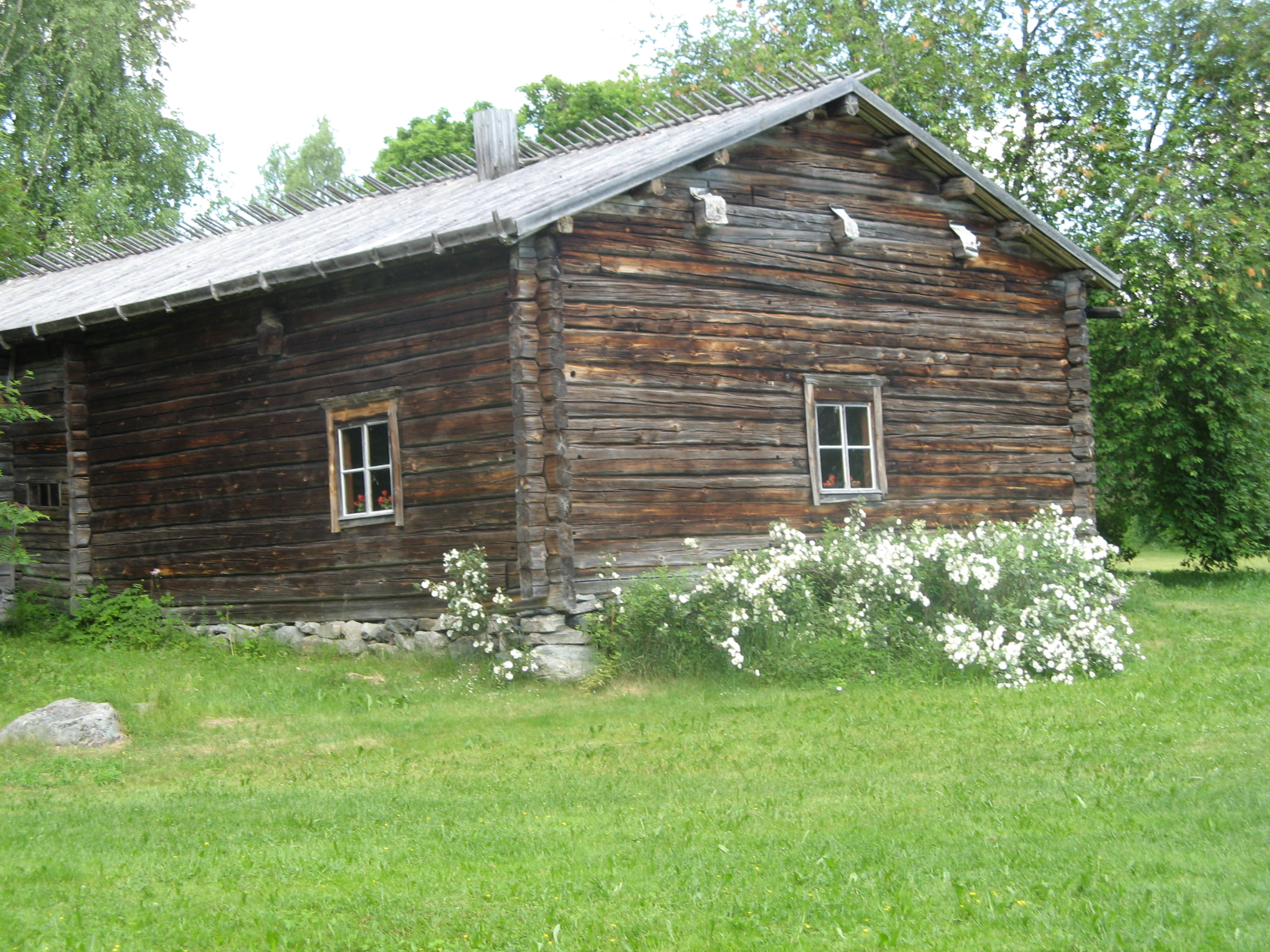
La ferme natale de Paavo Ruotsalainen à Aholansaari, aujourd'hui à Nilsiä.

Né à Tölvänniemi (qui fait maintenant partie de Lapinlahti), Paavo Ruotsalainen est le fils aîné de simples agriculteurs. il reçoit sa première Bible à six ans. Au moment de sa confirmation, il l'avait déjà lue entièrement trois fois. Sa passion pour la Bible lui valut le surnom de Paavo le fou. Il est tourmenté par diverses réflexions que ses lectures bibliques ne lui permettent pas de résoudre lorsqu'il entend parler d'un prédicateur laïc à la forte réputation, le forgeron Jaakko Högman, qui se trouve à Jyväskylä. Il se rend immédiatement à sa rencontre pour lui demander conseil, parcourant 200 kilomètres à pied en plein hiver 1799. Cette visite lui fournira les bases de sa vie religieuse. 
Lecteur assidu du petit livre de dévotion revivaliste intitulé "Kallis Hunajan Pisara" ("La goutte de miel de premier choix"), écrit par le puritain anglais Thomas Wilcox (en), ce prédicateur en remet un exemplaire à son visiteur. Paavo Ruotsalainen conservera ce livre qui sera pour lui une source d'inspiration tout au long de sa vie. 
En 1800, il épouse Riitaa Ollikainen, fille d'un petit paysan de son village, avec laquelle il aura un fils et une fille. Le couple tente de cultiver la terre, mais fait l'expérience de la misère et de la faim.

### Rôle dans le mouvement de Réveil
Paavo Ruotsalainen participe régulièrement aux rencontres des conventicules piétistes du Réveil finlandais qui a commencé en 1796 et dont le chef de file est le charron Juhana Johan Puustijärvi, dit Lustig (fi). Celui-ci semble toutefois se perdre dans les manifestations charismatiques et le mouvement en souffre.
Un jour, en 1809, Ruotsalainen, qui avait toujours été un auditeur calme et attentif, se lève et prononce un puissant discours contre Lustig, ainsi conclu : "Si nous ne retournons pas au Seigneur dès que possible, l'enseignement de Lustig nous conduira en enfer. Amen." L'impact de ce discours est tel que tous les auditeurs sauf deux se rangent de son côté. En 1816, on l'appelle à rendre visite aux conventicules de l'est de la Finlande et de Carélie du nord, où il se rend à pied. Graduellement, dans les années 1820, il devient le chef de file du mouvement revivaliste de Réveil en Finlande. Il voyage assidument à travers la Finlande pour rencontrer d'autres membres du mouvement, notamment les pasteurs Jonas Lagus et Nils Gustav Malmberg en Ostrobotnie. On estime qu'il a ainsi parcouru au cours de sa vie quelque 40 000 kilomètres, en majorité à pied mais aussi en ski, à cheval, en traîneau et en bateau. 
En 1838-39, l'Église luthérienne et les autorités de l'État s’inquiètent de la propagation du mouvement de Réveil. Six pasteurs et soixante laïcs, dont Paavo Ruotsalainen, sont accusés, essentiellement de trouble à l'ordre public, même s'il s'agit bien entendu de les intimider et de freiner le Réveil. Toutes les accusations ne sont pas d'égale importance. Il leur est reproché notamment d'organiser des réunions religieuses en dehors des églises, de parcourir de longues distances pour se rendre à des rassemblements et donc de négliger leur travail, d'héberger des visiteurs sous leur toit et donc de nuire à l'économie nationale, d'ignorer les différences de classe, de provoquer des dissensions au sein des familles lorsque certains rejoignent le mouvement alors que d'autres le rejettent, de porter des vêtements faits maison et donc d'offenser la décence, et une foule d'autres accusations similaires, parfois ridicules. Les accusés sont condamnés, les membres du clergé suspendus temporairement, et les laïcs condamnés à de lourdes amendes. Loin de s'affaiblir à la suite de cette répression, le mouvement poursuit toutefois son développement rapide.

### Famille et décès
Pour Ruotsalainen, les épreuves endurées dans son ministère se doublent de difficultés d'ordre privé. C'est d'abord leur grande pauvreté qui oblige la famille à abandonner leurs deux petites exploitations qui s'avèrent insuffisantes pour leur subsistance. Ils tentent alors d'émigrer vers une région au climat moins rigoureux, en Pologne, mais le gouverneur russe de Vyborg leur refuse l'entrée dans le pays malgré les promesses du tsar. De plus, les longues absences de Paavo, qui part fréquemment pour de longues tournées en Finlande du sud et du centre, ne sont pas du goût de son épouse, Riitta, qui ne partage pas la spiritualité de son mari et se plaint amèrement de son manque de soins pour sa famille. Puis leur fils unique fut assassiné par un voisin hostile au Réveil. Riitta Ruotsalainen ne peut s'en remettre et meurt à son tour. Entretemps, Paavo a pu acheter avec son gendre une ferme sur une île dans un lac (Aholansaari, qui est toujours le lieu de rencontre annuel pour quelque 25 000 membres du Réveil). Cependant, sa santé se détériore rapidement et il retombe dans les dépressions de sa jeunesse. Heureusement, des amis lui présentent une femme célibataire de son âge, Anna Luisa Savolainen, qui est membre du Réveil. Il l'épouse en 1833 (ils n'auront pas d'enfant) et vit dans un grand bonheur conjugal pendant les deux dernières décennies de sa vie. Dans le mouvement du Réveil, on le surnomme familièrement Ukko-Paavo (le vieux Paavo).
Paavo Ruotsalainen meurt le 27 janvier 1852 à Nilsiä, à l'âge de 74 ans. Peu avant sa mort, il avait demandé à sa fille, non sans humour, que soit planté sur sa tombe un conifère car, lui dit-il : "Il faut que soit planté sur ma tombe un arbre très épineux car j'ai été un homme très épineux."

## Influence
Le Réveil finlandais (en finnois : herännäisyys ou körttiläisyys), dont Paavo Ruotsalainen a été le principal artisan dans la première moitié du XIXe siècle, est toujours actif en Finlande actuellement. Il est resté dans le giron de l'Église évangélique-luthérienne de Finlande où il influence toujours directement une bonne partie du clergé luthérien. un mouvement religieux luthérien  finlandais qui a trouvé des adeptes dans les provinces de Savonie et d'Ostrobotnie à partir du XVIIIe siècle. Il organise chaque été un festival religieux, le Herättäjäjuhlat, qui attire près de 30 000 visiteurs et constitue le deuxième rassemblement religieux le plus important du pays.  
Le théologien suédois Ragnar Brink a qualifié Ruotsalainen de "plus grand successeur de Luther dans toute la Scandinavie". L'évêque finlandais Olavi Kares décrit la personnalité de Ruotsalainen comme "fascinante et attrayante pour les individus comme pour les foules", par sa franchise et sa dignité tranquille, son ouverture qui attirait les gens. Mais il avait aussi des traits de caractère moins positifs : il avait le sang chaud, pouvait être grossier et parler de façon très hostile à l'encontre de ceux qu'il appelait "les pharisiens". L'évêque Kares cite un témoin direct des prédications de Paavo Ruotsalainen qui notait que "le caractère et la personnalité de Ruotsalainen sont ceux d'un vrai Luther (...) il est extrêmement fort. Personne ne peut résister à l'esprit et à la force avec lesquels il parle. Il a été la puissante épée de Dieu dans notre pays".
Comme pour Luther, on crédite Ruotsalainen d'avoir fait évoluer de manière notable la langue vernaculaire de son pays. En effet, la Finlande est à cette époque à la fin d'une domination suédoise de plusieurs siècles et une barrière linguistique sépare, d'un côté, les personnes instruites, fonctionnaires et pasteurs parlant le suédois, et de l'autre, le peuple, dont la langue est le finnois. La langue finnoise utilisée dans la littérature religieuse était jusque là très pauvre. Le Réveil finlandais donne la prééminence au finnois et le renouvelle par son usage élargi, apportant ainsi une contribution importante à la littérature finlandaise,.

## Hommages

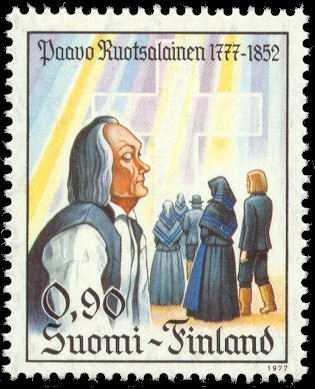
Timbre finlandais à la mémoire de Paavo Ruotsalainen, émis en 1977.

- En 1975, Paavo Ruotsalainen apparaît comme l'un des personnages principaux du livre de l'écrivain Juhani Aho Kevät ja takatalvi (Le Printemps et les gelées tardives)[16].
- En 1975, Paavo Ruotsalainen a été le sujet de Viimeiset kiusaukset (Les dernières tentations), un opéra de Joonas Kokkonen. Le livret de l'opéra a été écrit par Lauri Kokkonen qui avait auparavant écrit une pièce de théâtre avec le même titre[17].
- En 1977, la poste finlandaise a émis un timbre à l'effigie de Paavo Ruotsalainen.
- En décembre 2004, dans l'émission de télévision Suuret Suomalaiset (en) ("Les grands Finlandais") qui classe par sondage auprès des téléspectateurs les 100 plus importants personnages de l'histoire finlandaise, il sort en 59e position.
- En 2009, Jorma Pitkänen (fi) a publié la bande dessinéePaavo Ruotsalainen : viimeisimmät kiusaukset ("Paavo Ruotsalainen : Les dernières tentations")[18]

## Œuvres
- (en) Paavo Ruotsalainen, The Inward Knowledge of Christ : The Letters and Other Writings, Luther-Agricola Society, 1977, 79 p. (ISBN 978-951-99142-0-6)